# Lepus fagani
Lepus fagani (tên tiếng Anh: Ethiopian hare) là một loài động vật có vú trong họ Leporidae, bộ Thỏ. Loài này được Thomas mô tả năm 1902.